# Saro Lerwick
Saunders-Roe A.36 Lerwick là một loại tàu bay của Anh, do hãng Saunders Roe Limited (Saro) thiết kế chế tạo.

## Quốc gia sử dụng
Canada
- Không quân Hoàng gia Canada

 Anh Quốc
- Không quân Hoàng gia

## Tính năng kỹ chiến thuật (Saro Lerwick)
Dữ liệu lấy từ Saunders Roe and Saro Aircraft since 1917
Đặc điểm tổng quát
- Tổ lái: 6
- Chiều dài: 63 ft 71⁄2 in (19,40 m)
- Sải cánh: 80 ft 10 in (24,64 m)
- Chiều cao: 20 ft 0 in (6,10 m)
- Diện tích cánh: 845 ft² (78,5 m²)
- Trọng lượng có tải: 28.400 lb (12.880 kg)
- Trọng lượng cất cánh tối đa: 33.200 lb (15.060 kg)
- Động cơ: 2 × Bristol Hercules II, 1.375 hp (1.026 kW)  mỗi chiếc

 Hiệu suất bay 
- Vận tốc cực đại: 214 mph (186 knot, 345 km/h)
- Vận tốc hành trình: 166 mph (144 knot, 267 km/h)
- Tầm bay: 1.540 dặm (1.339 nmi, 2.479 km)
- Trần bay: 14.000 ft (4.270 m)
- Vận tốc leo cao: 880 ft/phút (4,50 m/s)

Trang bị vũ khí

- Súng: 1 súng máy Vickers K.303 in (7,7 mm) 
 2 súng máy Browning 0.303 in (7.7 mm)
- Bom: 2.000 lb (900 kg) bom hoặc bom chống tàu ngầm